# الفرقة الجبلية السادسة (الفيرماخت)
الفرقة الجبلية السادسة (بالألمانية: 6. Gebirgs Division) شكلت في يونيو 1940، وتم نشرها في فرنسا لمهام الاحتلال. في ديسمبر تم نقلها إلى بولندا، حيث بقيت حتى ربيع عام 1941. ثم شاركت في عملية ماريتا، غزو اليونان خلال حملة البلقان. في سبتمبر تم نقلها إلى شمال فنلندا، حيث عملت في لابلاند (غرب مورمانسك ). اعتبارًا من يوليو 1942 فصاعدًا، كانت جزءًا من الجيش الجبلي العشرين على طول ساحل القطب الشمالي. انسحبت إلى النرويج عندما قام الألمان بإخلاء فنلندا في أواخر عام 1944، واستسلموا للبريطانيين في نهاية الحرب في عام 1945.

## القادة
- جنرال مايجور فرديناند شورنر (1 يونيو 1940 - 1 فبراير 1942)
- جينيرال لوتنانت كريستيان فيليب (1 فبراير 1942 - 20 أغسطس 1944)
- جنرال مايجور ماكس جوزيف بمسيل (20 أغسطس 1944 - 19 أبريل 1945)
- أوبرست جوزيف ريمولد (20 أبريل 1945 - استسلام)